# 4X

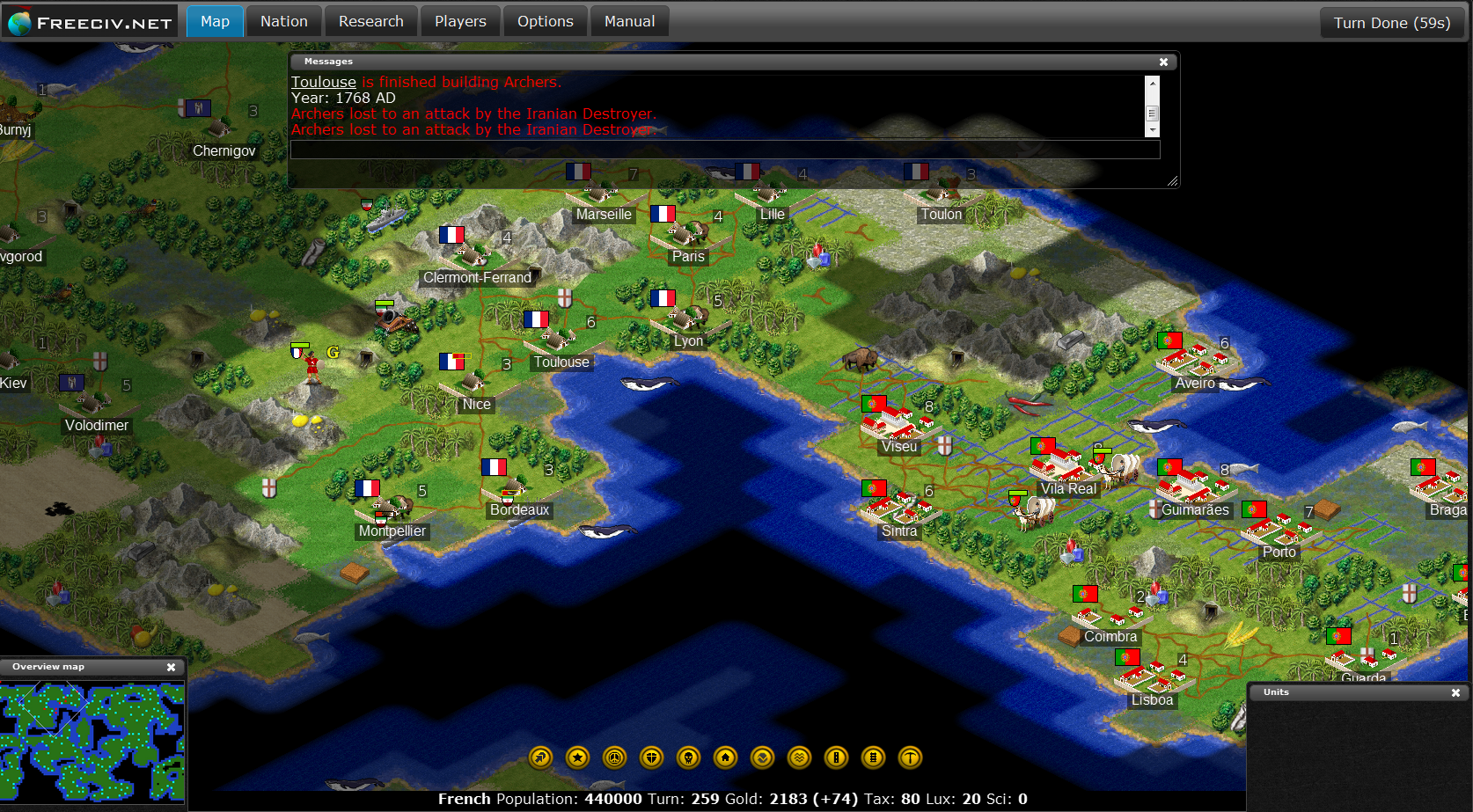
Freeciv에 보이는 제국 관리 장면은 4X 전략 게임의 핵심 단면이다.

4X는 전략 기반 비디오 게임의 장르 중 하나이다. "explore, expand, exploit, and exterminate" (탐험, 확장, 개발, 말살)의 4개의 x를 따서 이름이 붙여졌다. 이 용어는 《컴퓨터 게이밍 월드》의 1993년 9월 Alan Emrich의 마스터 오브 오리온 프리뷰에서 만들어졌다. 그 뒤로 다른 사람들이 이 용어를 채택하여 비슷한 범위와 디자인의 게임들을 기술하기 시작했다.
4X 컴퓨터 게임들은 깊이가 있고 복잡한 게임플레이의 특징을 지닌다. 경제, 기술 발전을 강조하고 그 범위는 비군사 루트에서부터 지상주의에 이른다.
최초의 4X 게임들은 보드 게임과 1970년대 텍스트 기반 컴퓨터 게임에서 개념을 가져왔다. 최초의 4X 컴퓨터 게임들은 턴 기반이었으나 실시간 4X 게임들은 일반적이지 않다. 수많은 4X 컴퓨터 게임들은 1990년대 중반에 배급되었으나 나중에 다른 종류의 전략 게임으로 보다 더 많이 판매되었다. 중요한 예로 시드 마이어의 《문명》을 들 수 있다.

## 게임 디자인
4X 컴퓨터 게임들은 전략 게임의 하위 장르이며 턴 기반 및 실시간 전략 타이틀을 모두 포함한다. 게임플레이는 제국을 만드는 것을 포함하며, 배경은 지구, 판타지 월드, 우주 등의 세상이다. 각 플레이어는 고유한 특징과 힘을 지닌 제각기 다른 문명이나 인종을 통제한다. 대부분의 4X 게임들은 이러한 인종적 차이를 보이며 여기에는 경제, 군사적 보너스가 포함된다.